# St. Moritz (Sonnefeld)
Die evangelisch-lutherische Friedhofskirche St. Moritz in Sonnefeld im oberfränkischen Landkreis Coburg stammt aus dem Jahr 1654.

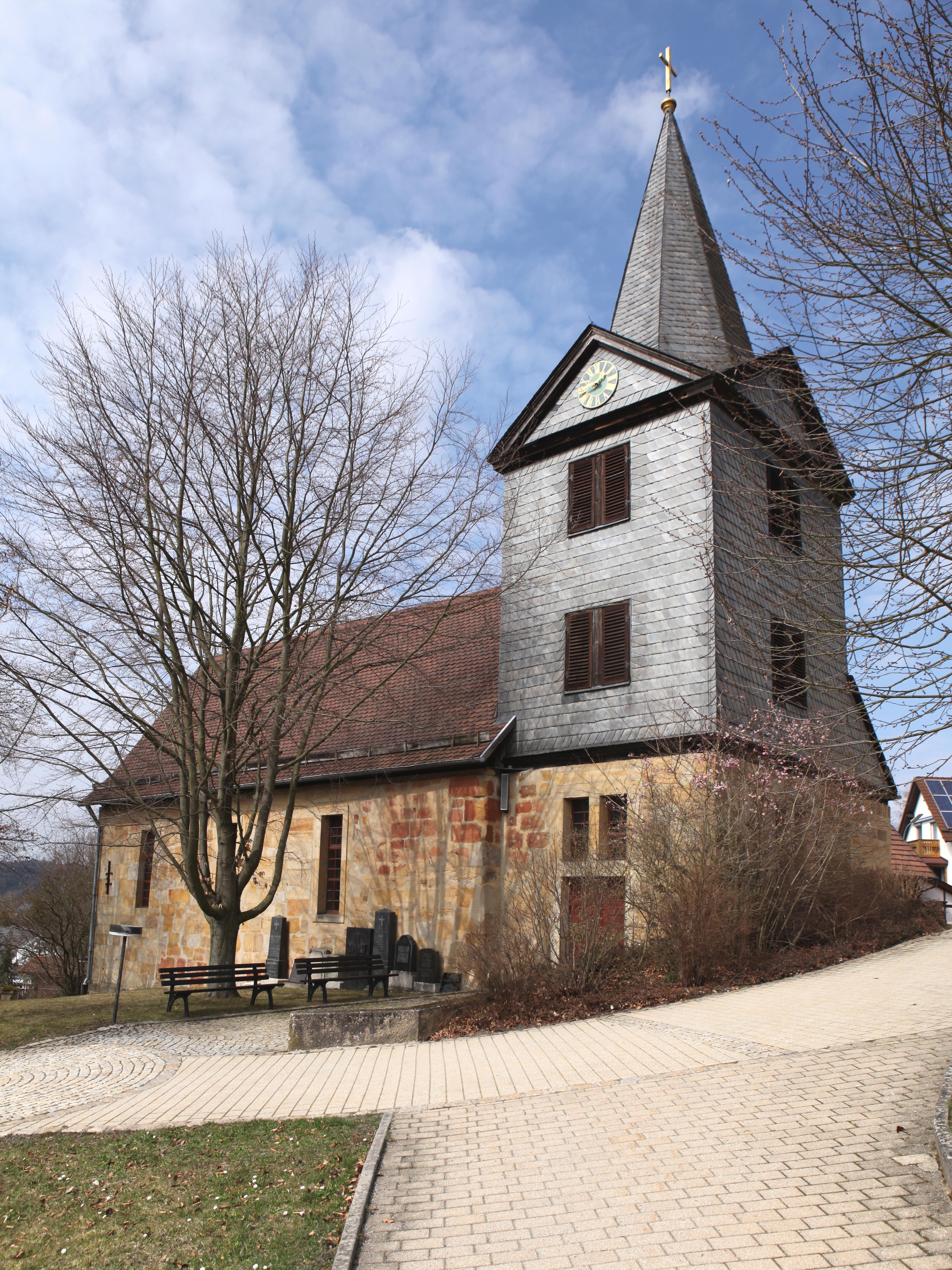
Friedhofskirche St. Moritz in Sonnefeld

## Baugeschichte
Im Jahr 1425 wurde eine Fechheimer Filialkirche in Hofstädten erwähnt. Das Gotteshaus hatte vermutlich seinen Ursprung in einer Kapelle eines ottonischen Königsgutes. Mit der Erhebung des benachbarten Sonnefelds im Jahr 1540 zur Pfarrei mit der ehemaligen Klosterkirche als Pfarrkirche wurde St. Moritz nur noch als Friedhofskirche genutzt. Nach der Zerstörung der Kirche 1634 im  Dreißigjährigen Krieg folgte ein Kirchenneubau im Jahr 1654. Restaurierungen wurden unter anderem 1724 und 1856 durchgeführt.

## Beschreibung
Die Chorturmkirche steht hoch auf einem Hang. Sie war vermutlich früher von einem befestigten Kirchhof umschlossen. Es ist ein einfacher Quaderbau aus Sandsteinen mit einem ziegelgedeckten Satteldach und einem verschieferten Giebel. Die Fenster und Türen sind alle rechteckig ausgebildet. Der Innenraum des 14,8 Meter langen und 5,8 Meter breiten Langhauses wird von einer verputzten Holztonne überspannt. An den drei Seiten stehen eingeschossige Emporen mit toskanischen Holzsäulen. Der 3,9 Meter lange und 4,0 Meter breite Chorraum im Turmsockelgeschoss hat eine Flachdecke. In der nördlich angebauten, 3,4 Meter langen und 5,8 Meter breiten Sakristei befinden sich im Untergeschoss gotische Baureste. Die beiden Turmobergeschosse wurden wohl 1856 erneuert und mit vier klassizistischen Giebeln versehen. Die Obergeschosse sind wie der achteckige Spitzhelm verschiefert.

## Orgel
Im Jahr 1670 wurde eine kleine Orgel aufgestellt, die wohl gegen Ende des 18. Jahrhunderts durch ein neues Instrument ersetzt wurde. 1856 baute der Neustadter Orgelbauer Georg Christoph Hofmann eine neue Orgel mit einem dreitürmigen Prospekt. Das Instrument hatte sieben Register auf einem Manual und Pedal. Im Jahr 1969 verkaufte der Sonnefelder Gemeinderat die Orgel für 400 DM an die evangelische Kirchengemeinde in Manau.